# 迷失安狄
《迷失安狄》（英語：Miss Andy）是一部2020年台湾和马来西亚的性别主题电影，由陈立谦执导，林心如首次涉足电影制作，由李李仁、林心如和陈泽耀领衔主演。电影讲述关于社会边缘人士，马来西亚两名非法越南变性工人的偶然相遇后发生的故事。
电影于2020年3月11日在第15届大阪亚洲电影节首映，2021年1月8日在台湾上映。

## 演员阵容
- 李李仁
- 林心如
- 陈泽耀
- 涂恺哲
- 原腾
- 官有显
- 梁书造
- 林绿
- 何姿颖
- 苏凯漩
- 李浩菖
- 林静苗
- 陈斾江
- Keshap Suria